# On verra
Singles de Nekfeu
Égérie
(2015) Nique les clones, Pt. II
(2015)
Pistes de Feu
Laisse aller
(10) Ma dope
(12)
On verra est un single du rappeur français Nekfeu, extrait de son premier album Feu et sorti en 2015.

## Clip vidéo
Malika Ménard, Miss France 2010 puis animatrice de télévision, et le youtubeur Mister V font une apparition dans le clip, ainsi que la comédienne Justine Lossa[réf. nécessaire].

## Classements
| Classement (2015)                       | Meilleure position |
| --------------------------------------- | ------------------ |
| Belgique (Wallonie Ultratop 50 Airplay) | 45                 |
| Belgique (Wallonie Ultratip 50)         | 7                  |
| Belgique (Wallonie Ultratop 50 Singles) | 37                 |
| France (SNEP Streaming)                 | 2                  |
| France (SNEP)                           | 13                 |

## Certification
| Région                                                                                                 | Certification | Ventes/Streams |
| --- | ------------- | -------------- |
| France (SNEP)                                                                                          | Diamant       | 35 millions*   |
| *Ventes selon la certification ^Mise en rayon selon la certification xNon précisé par la certification |               |                |